# Оча Очовечі
Оча Одоба Очовечі (англ. Oche Odoba Ochowechi; нар. 13 жовтня 2001, Бенуе, Нігерія) — нігерійський футболіст, нападник криворізького «Кривбасу», який на умовах оренди виступає за клуб «Габала».

## Життєпис

### Ранні роки
Народився в нігерійському штаті Бенуе. На юнацькому рівні виступав на батьківщині за «Ремо Старз» (до 2018 року) та «Плато Юнайтед» (2018—2019). Напередодні старту сезону 2020/21 років переведений до першої команди «Плато Юнайтед». На професійному рівні дебютував за команду 29 листопада 2020 року в програному (0:1) домашньому поєдинку попереднього раунду Ліги чемпіонів КАФ проти танзанійського «Сімби» (Дар-ес-Салам). Оча вийшов на поле в стартовому складі та відіграв увесь матч. У Прем'єр-лізі Нігерії дебютував 4 січня 2021 року в нічийному (0:0) виїзному поєдинку 2-го туру проти «Вікі Турістс». Очовечі вийшов на поле в стартовому складі та відіграв увесь матч. Першим голом за «Плато» відзначився 24 лютого 2021 року на 6-й хвилині переможного (3:0) домашнього поєдинку 12-го туру Прем'єр-ліги Нігерії проти «Джигава Голден Старс». Оча вийшов на поле в стартовому складі та відіграв увесь матч, а на 21-й хвилині відзначився гольовою передачею на Ібрагіма Мустафу. З 2020 по 2021 рік зіграв 29 матчів (6 голів, 3 асисти) у Прем'єр-лізі Нігерії та 2 поєдинки в африканській Лізі чемпіонів.

### «Фейренсі»
На початку вересня 2021 року перебрався до португальського «Фейренсі». У футболці нового клубу дебютував 10 жовтня 2021 року в програному (0:2) виїзному поєдинку 8-го туру Сегунда-Ліги проти «Лейшойша». Очовечі вийшов на поле на 64-й хвилині замість Самуеля Телеша. Першим голом за «Фейренсі» відзначився 15 травня 2022 року на 9-й хвилині переможного (4:1) домашнього поєдинку 34-го туру Сегунда-Ліги проти «Насіунала». Оча вийшов на поле в стартовому складі, а на 64-й хвилині його замінив Жардел. У команді провів три сезони, зокрема в сезонах 2022/23 та 2023/24 років був гравцем основної обойми. У складі «Фейренсі» зіграв 71 матч (10 голів) у другому за силою дивізіоні ппортугальського чемпіонату, 2 поєдинки у кубку Португалії та 4 матчі в кубку португальської ліги.

### «Кривбас»
5 липня 2024 року підписав 3-річний контракт з «Кривбасом».
Очовечі досяг угоди з азербайджанським клубом «Габала» про оренду на один рік 16 вересня 2024 року.

## Стиль гри
Здатний зіграти на позиції нападника, правого півзахисника або ж атакувального півзахисника.